# Vannino Chiti
Vannino Chiti (n. 26 decembrie 1947, Pistoia, Toscana, Italia) este un politician italian, primarul al Pistoiei (1982–1985), președinte al Toscanei (1992–2000), membru al Camerei Deputaților, senator și ministru.